# Østtyrol
Østtyrol er en eksklave i Østrig og en del af delstaten Tyrol. Efter at Sydtyrol (italiensk: Trentino-Alto Adige) kom under italiensk herredømme efter 1. verdenskrig i 1919 blev Østtyrol en eksklave uden fælles grænse til den resterende del af det østrigske Tyrol.
Østtyrol har i Østrig grænse til delstaterne Kärnten og Salzburg samt til de italienske provinser Bolzano-Bozen og Belluno.
Østtyrol har arealmæssigt sammenfald med distriktet Lienz, hvor byen Lienz er hovedby.
46°54′02″N 12°36′03″Ø / 46.9006°N 12.6008°Ø